# Giovanni Animuccia
Giovanni Animuccia (Florència, Toscana, 1490 o 1500 - Roma, Laci, 1571) fou un compositor italià del Renaixement. Hi dubtes, però es creu que era germà de Paolo Animuccia.
Compositor de música sagrada, que fou deixeble d'en Claudi Goudimel des de 1555, mestre de capella de la basílica de Sant Pere a Roma. Animuccia fou un dels bons mestres italians que s'allunyaren de la manera artificiosa de compondre, molt peculiar a la segona escola holandesa, preferint tanmateix, una composició harmònica i senzilla, però plena de color i força.
Va conèixer sant Felip Neri, (1540), havia ressuscitat els Oratoris, pels quals Animuccia escriví els himnes (laudi spirituali) cantats després dels oficis, i que eren vertaders oratoris.
El papa sant Pius V, complint el dispost pel concili de Trento reformant els cants sagrats, l'encarregà la composició dels himnes i motets destinats a la capella pontifical.
A més, va escriure: 
- Madrigali e Mottetti, (Venècia, 1548),
- Missa a cinque voci, (Venècia, 1548)
- Canticum beatae Mariae Virginis ad omnes modus factum, (Roma, 1568)

i d'altres obres manuscrites que existeixen en la Biblioteca del Vaticà.